# Цвете в пръстта
„Цветя в прахта“ (на хинди: धूल का फूल) е индийски мюзикъл от 1959 година, който се превръща в една от най-касовите продукции на Боливуд.

## Сюжет
Меена (Мала Синха) и Махеш (Раджендра Кумар) са лудо влюбени един в друг. Един ден те се увличат и Меена забременява. Междувременно Махеш се оженва за Малти Раи (Нанда), която произхожда от благородно семейство. Меена ражда здраво момченце и го отнася при баща му, Махеш Капур. Той не признава детето, заявявайки на Меена, че тя е била най-голямата грешка в живота му.
Меена изоставя петмесечното си бебе в мрачната гора, където една змия опазва живота му. На път към вкъщи, след като е бил в града, Абдул Рашид (Манмохан Кришна) намира детето и го взема със себе си. Обществото го отрича, защото не знае чие е бебето и от каква религия е. Въпреки всичко, Рашид решава да задържи детето и го кръщава Рошан.
След време Меена започва работа като асистент на адвоката Ашок Кумар (Ашок Кумар). Той е влюбен в нея и започва да подготвя техен общ дом. Двамата се оженват. Междувременно Махеш е станал съдия и е щастлив баща на момченце. Един прекрасен ден Рошан и сина на Махеш се срещат на първия учебен ден, придружени от родителите си. В присъствието на Махеш, Абдул споменава на директорката на училището, че е открил Рошан в гората преди осем години.
Постепенно в училище двете деца се сближават и стават най-добри приятели. Когато останалите ученици се подиграват на Рошан, синът на съдията го подкрепя. Един ден той отвежда Рошан в дома си, където майка му, Малти го приветства с любов и привързаност. Махеш обаче гони детето от дома им с мотива, че не заслужава тяхното внимание и уважение, тъй като е незаконно роден.
Рошан изпада в депресия и попада в лоша компания. Сънът на съдията се опитва да му помогне, но загива в автомобилна катастрофа. Това засилва депресията на Рошан. Той се замесва в кражба, но всъщност е невинен, отдръпвайки се в последния момент. Случаят попада в съда на Махеш Капур. Абдул отива при Ашок Кумар с молба, той да поеме защитата на Рошан. Абдул съобщава на Ашок пред погледа на съпругата му Меена, коя всъщност е майката на Рошан и кога, и при какви обстоятелства е намерил детето. Меена веднага припознава Рошан като собствен син и свидетелства в негова полза в съда. Махеш признава Меена и детето и оправдава Рошан.
На следващия ден Малти моли Махеш да отиде в дома на Абдул и да доведе Рошан, тъй като той е негов син. В това време Меена е готова да напусне семейния си дом, но Ашок Кумар я спира, заявявайки ѝ, че сега още повече я уважава. Тя може да доведе сина си у дома. Меена и Махеш отиват при Абдул за да искат момчето. Първоначално Абдул отказва да се раздели с него, но впоследствие дава Рошан на Меена и Ашок.

## В ролите
- Мала Синха като Меена Хосла
- Раджендра Кумар като Махеш Капур
- Нанда като Малти Раи / Малти Капур
- Манмохан Кришна като Абдул Рашид
- Леела Читнис като Гангу Даи
- Дайси Ирани като Рамеш Капур
- Мохан Чоти като Яггу
- Ашок Кумар като Ашок Кумар
- Сушил Кумар като Рошан

## Награди и номинации
- Награда Филмфеър за най-добра второстепенна мъжка роля на Манмохан Кришна от 1960 година.
- Номинация за наградата Филмфеър за най-добра актриса на Мала Синха от 1960 година.
- Номинация за наградата Филмфеър за най-добър сценарий на Мухрам Шарма от 1960 година.